# Lorenzo Germani
Lorenzo Germani (Sora, Lacio, 3 de marzo de 2002) es un ciclista italiano que compite con el equipo Groupama-FDJ.

## Biografía
En 2020 fue segundo en el campeonato italiano júnior de ruta.
Se compromete para 2021 con el equipo francés Groupama-FDJ Continental. Su primera temporada con este equipo terminó prematuramente en septiembre. Durante un entrenamiento, fue atropellado por un automovilista, lo que le provocó un desgarro muscular en la pierna.
En 2022 era el aspirante a campeón italiano en ruta y luego ganó la segunda etapa del Giro del Valle de Aosta.
En 2023 se unió al primer equipo de Groupama-FDJ, miembro del WorldTour.
Según Nicolas Boisson, su entrenador en el Groupama-FDJ Continental, Lorenzo podía ser un compañero importante en la montaña para los escaladores, siendo su límite el poder acompañarlos hasta los últimos kilómetros de las ascensiones.

## Palmarés
2022
- 1 etapa del Giro del Valle de Aosta

## Resultados en Grandes Vueltas
| Carrera | Carrera         | 2021 | 2022 | 2023 | 2024 | 2025 |
| ------- | --------------- | ---- | ---- | ---- | ---- | ---- |
|         | Giro de Italia  | —    | —    | —    | 87.º | 63.º |
|         | Tour de Francia | —    | —    | —    | —    | —    |
|         | Vuelta a España | —    | —    | 85.º | 97.º | —    |

―: no participa
Ab.: abandono

## Equipos
- Groupama-FDJ Continental (2021-2022)
- Groupama-FDJ (2023-)